# Albert Valentín i Escolano
Albert Valentín i Escolano (Cornellà de Llobregat, 17 de febrer de 1962) és un futbolista català de la dècada de 1980. És pare dels també futbolistes Gerard Valentín Sancho i Pol Valentín Sancho.
Es formà al futbol base del FC Barcelona, arribant a jugar al Barcelona Amateur i al Barcelona Atlètic. L'any 1986 fitxà per la UE Figueres, on jugà durant nou temporades amb més de 250 partits jugats a segona divisió i Segona B.
Un cop retirat ha ocupat càrrecs a l'staff tècnic de clubs com Figueres, Espanyol i Barça.
- UE Figueres: Director esportiu: 1995-1999
- UE Figueres: Director general: 2000-2002
- RCD Espanyol: Coordinador àrea esportiva: 2003-2008
- FC Barcelona: Secretari tècnic: 2010-2014
- Real Zaragoza: Secretari tècnic: 2015-2017[3]
- Olympique de Marsella: Direcció esportiva: 2017-[4]

També ha estat professor de l'Escola Catalana d'Entrenadors, i durant la seva etapa al Figueres fou entrenador temporal en vuit partits, diversos cops.
Autor del llibre La Dirección Deportiva en un Club de Futbol Profesional de la Editorial Futbol de Libro.
Professor en el Master de Direcció Esportiva de la Real Federació Espanyola de Futbol.